# Thyreus scutellaris
Thyreus scutellaris är en biart som först beskrevs av Fabricius 1781.  Thyreus scutellaris ingår i släktet Thyreus och familjen långtungebin. Inga underarter finns listade i Catalogue of Life.